# Live in Tokyo (album de Brad Mehldau)
Pour les articles homonymes, voir Live in Tokyo.
Albums de Brad Mehldau
Anything Goes
(2004) Day Is Done
(2005)
Live in Tokyo est un album du pianiste de jazz américain Brad Mehldau sorti en 2004 chez Nonesuch Records. C'est son deuxième album enregistré en piano solo, et son troisième album live.

## Liste des titres
| No | Titre                           | Musique         | Durée |
| -- | ------------------------------- | --------------- | ----- |
| 1. | Things Behind The Sun           | Nick Drake      | 4:38  |
| 2. | Intro                           | Brad Mehldau    | 2:42  |
| 3. | Someone To Watch Over Me        | George Gershwin | 9:55  |
| 4. | From This Moment On             | Cole Porter     | 7:55  |
| 5. | Monk's Dream                    | Thelonious Monk | 8:00  |
| 6. | Paranoid Android                | Radiohead       | 19:30 |
| 7. | How Long Has This Been Going On | George Gershwin | 9:01  |
| 8. | River Man                       | Nick Drake      | 9:00  |

La version japonaise du disque est différente :
CD 1
| No | Titre                       | Musique                      | Durée |
| -- | --------------------------- | ---------------------------- | ----- |
| 1. | Intro                       | Brad Mehldau                 | 4:37  |
| 2. | 50 Ways to Leave Your Lover | Paul Simon                   | 6:31  |
| 3. | My Heart Stood Still        | Richard Rodgers, Lorenz Hart | 9:33  |
| 4. | Roses Blue                  |                              | 8:17  |
| 5. | Intro II                    | Brad Mehldau                 | 2:37  |
| 6. | Someone To Watch Over Me    | George Gershwin              | 10:09 |
| 7. | Things Behind The Sun       | Nick Drake                   | 4:50  |

CD 2
| No  | Titre                           | Musique         | Durée |
| --- | ------------------------------- | --------------- | ----- |
| 8.  | C Tune                          |                 | 5:52  |
| 9.  | Waltz Tune                      | Brad Mehldau    | 5:24  |
| 10. | From This Moment On             | Cole Porter     | 7:58  |
| 11. | Alfie                           | Burt Bacharach  | 6:51  |
| 12. | Monk's Dream                    | Thelonious Monk | 7:59  |
| 13. | Paranoid Android                | Radiohead       | 19:30 |
| 14. | How Long Has This Been Going On | George Gershwin | 9:01  |
| 15. | River Man                       | Nick Drake      | 8:59  |

## Personnel
- Brad Mehldau - piano